# Феноменализам
Феноменализам (и феноменизам) је општи израз за спознајнотеоријски став, који је првенствено изградио Кант, рекавши да предмет спознаје сачињавају феномени, односно појаве. Ако се феномен схвати као спознатљива појава неке у себи дубље, али неспознатљиве реалности, тада је ријеч о о објективнном феноменализму који је по свом агностичком обиљежју својствен не само Кантовом трансценденталном идеализму него и облицима реалистички оријентисаног позитивизма (Огист Конт и др.). Али, ако се под феноменом замишљају искључиво појаве у свијести, тј. свјесни садржај (осјети, доживљаји) изван којих ништа друго основније не би постојало, тада је посриједи радикални, субјективни феноменализам, карактеристичан за идеалистички позитивизам (Џорџ Беркли, Дејвид Хјум, Џон Стјуарт Мил и др.).